# 24 صفر
- السبت
- الأحد
- الاثنين
- الثلاثاء
- الأربعاء
- الخميس
- الجمعة

- 283 أغسطس 2024
- 294 أغسطس 2024
- 15 أغسطس 2024
- 26 أغسطس 2024
- 37 أغسطس 2024
- 48 أغسطس 2024
- 59 أغسطس 2024
- 610 أغسطس 2024
- 711 أغسطس 2024
- 812 أغسطس 2024
- 913 أغسطس 2024
- 1014 أغسطس 2024
- 1115 أغسطس 2024
- 1216 أغسطس 2024
- 1317 أغسطس 2024
- 1418 أغسطس 2024
- 1519 أغسطس 2024
- 1620 أغسطس 2024
- 1721 أغسطس 2024
- 1822 أغسطس 2024
- 1923 أغسطس 2024
- 2024 أغسطس 2024
- 2125 أغسطس 2024
- 2226 أغسطس 2024
- 2327 أغسطس 2024
- 2428 أغسطس 2024
- 2529 أغسطس 2024
- 2630 أغسطس 2024
- 2731 أغسطس 2024
- 281 سبتمبر 2024
- 292 سبتمبر 2024
- 303 سبتمبر 2024
- 14 سبتمبر 2024
- 25 سبتمبر 2024
- 36 سبتمبر 2024

24 صَفَر أو 24 صَفَر الخير أو 24 صَفَر المُظفَّر أو يوم 24 \ 2 (اليوم الرابع والعشرين من الشهر الثاني) هو اليوم الرابع والخمسين من أيَّام السنة وفق التقويم الهجري القمري (العربي). يبقى بعده 300 أو 301 يوم لانتهاء السنة.

## أحداث
- 1109هـ - الجيش العثماني يتعرض لهزيمة قاسية في معركة زانطة جنوب المجر أمام الجيش الألماني، وتكبد العثمانيون العثمانيون 20 ألف قتيل، إضافة إلى غرق 10 آلاف آخرين.
- 1306هـ - توقيع «اتفاقية القسطنطينية» الخاصة بحرية الملاحة في قناة السويس.
- 1356هـ - صدور مجلة «فتاة العرب» الأسبوعية النسائية في بغداد. لصاحبتها «مريم نرمة»، وكانت تعنى بشؤون المرأة والأسرة، وتدعو إلى وحدة العرب، وقد توقفت بعد 7 أشهر من صدورها.
- 1395هـ - تأسيس جمعية أم القرى الخيرية النسائية في مكة.
- 1406هـ - رئيس اللجنة التنفيذية لمنظمة التحرير الفلسطينية ياسر عرفات يعلن من القاهرة إدانته لكل أشكال الإرهاب، لكنه يجدد تأكيده على حق الفلسطينيين في مقاومة الاحتلال الإسرائيلي على أرضهم.
- 1409هـ - اشتعال مظاهرات عنيفة في الجزائر تطالب بالخبز والحرية وبادرت السلطة على إثرها لفتح مجالات جديدة للتعبير السياسي، وإقرار التعديدية السياسية كمشهد جديد في الحياة العامة.
- 1414هـ - بريطانيا تمنح حق اللجوء السياسي للشيخ راشد الغنوشي زعيم حركة النهضة الإسلامية المحظورة في تونس مما يسبب أزمة بين البلدين.
- 1425هـ - الرئيس الأمريكي جورج بوش الابن يعطي – خلال لقائه أرئيل شارون بالولايات المتحدة - إسرائيل الحق في ابتلاع الأراضي التي احتلت عام النكسة، وكذلك الحق في طرد عرب 48 من أراضيهم؛ حفاظًا على «الدولة اليهودية». وقد أعد ذلك بمثابة وعد بلفور آخر.
- 1432هـ -
  - الرئيس المصري محمد حسني مبارك يعين رئيس جهاز المخابرات العامة اللواء عمر سليمان نائبًا للرئيس، ويكلف الفريق أحمد شفيق بتشكيل الحكومة خلفًا لرئيس الوزراء الأسبق أحمد نظيف وذلك بعد خمسة أيام من اندلاع الثورة ضد النظام.
  - المغرب تفوز بحق استضافة النسخة الثلاثون من كأس الأمم الأفريقية لكرة القدم بعد تفوقها على جنوب أفريقيا، بينما نالت جنوب أفريقيا حق استضافة النسخة الحادية والثلاثون من هذه المنافسة.
- 1435هـ - اغتيال المُستشار والوزير اللُبناني السابق مُحمَّد شطح بانفجار استهدف سيَّارته في بيروت.
- 1436هـ - مقتل حوالي 132 شخصًا في هُجومٍ نفذته حركة طالبان على إحدى المدارس في پشاور، بپاكستان.
- 1437هـ - اغتيال مُحافظ عدن جعفر محمد سعد عن طريق استهداف موكبه بسيارة مفخخة في عملية تبناها تنظيم الدولة (داعش)، وقد أدت العملية كذلك إلى مقتل عدد من مرافقيه.
- 1439هـ - البطريرك الماروني بشارة بطرس الراعي يصل الرياض في أول زيارة رسمية لبطريركٍ ماروني إلى السعودية وثاني زيارة لرجل دين مسيحي منذ حوالي 40 سنة.
- 1443هـ - حكومة تونسية جديدة برئاسة نجلاء بودن تؤدي اليمين الدستورية، وهي أول حكومة تترأسها امرأة في الوطن العربي.

## مواليد
- 1368هـ - علياء الحسين، زوجة الحسين بن طلال ملك الأردن.
- 1385هـ - أيمن الشيوي، ممثل مصري.
- 1395هـ - حنان ترك، ممثلة مصرية.
- 1398هـ - هبة مشاري حمادة، كاتبة كويتية.
- 1405هـ - أماني البلوشي، مذيعة كويتية.

## وفيات
- 20هـ - هرقل، إمبراطور الإمبراطورية البيزنطية.
- 385هـ - الصاحب بن عباد، عالم مسلم من كبار علماء وأدباء الشيعة الإمامية الإثني عشرية.
- 1346هـ - سعد زغلول، مناضل مصري وزعيم ثورة 1919م.
- 1399هـ - باقر آل عصفور، فقيه وقاضي بحريني.
- 1385هـ - أسد رستم، أديب ومؤرخ لبناني.
- 1423هـ -
  - صالح سليم، لاعب كرة قدم وممثل مصري.
  - زهيرة عابدين، طبيبة مصرية.
- 1431هـ - هاني الروماني، ممثل ومخرج سوري.
- 1432هـ - سالم النحاس، سياسي وكاتب أردني.
- 1434هـ - قاضي حسين أحمد باكستاني، زعيم سابق للجماعة الإسلامية في باكستان.
- 1435هـ -
  - مُحمَّد شطح، مُستشار ووزير لُبناني سابق.
  - عادل برهام، ممثل مصري.
- 1437هـ - جعفر محمد سعد، سياسي يمني.

## وصلات خارجية
- موقع قصة الإسلام: حدث في شهر صفر.